# Montfarville
Montfarville est une commune française, située dans le département de la Manche en région Normandie, peuplée de 798 habitants.

## Géographie

### Localisation
La commune est au nord-est de la péninsule du Cotentin. Son bourg est à 2 km au sud de Barfleur, à 7,5 km au nord de Quettehou et à 12 km à l'est de Saint-Pierre-Église.
Les communes limitrophes sont Barfleur, Anneville-en-Saire, Gatteville-le-Phare, Réville, Sainte-Geneviève et Valcanville.

### Hydrographie
La commune est située dans le bassin Seine-Normandie. Elle est drainée par le cours d'eau 01 de la Bretonne, le cours d'eau 02 de la Bretonne et le ruisseau de la Mare Barre,,.

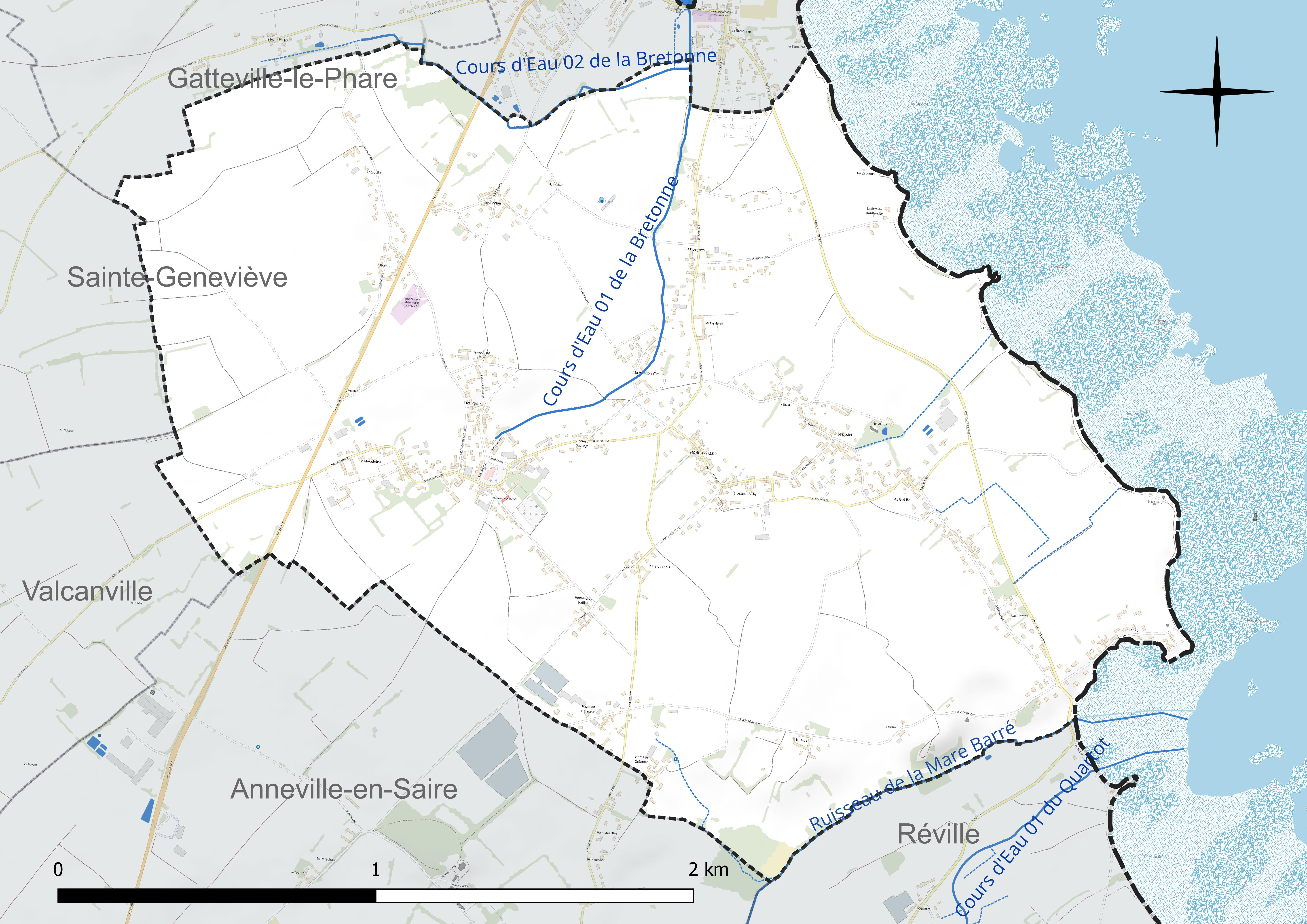
Réseau hydrographique de Montfarville.

### Climat
Pour des articles plus généraux, voir Climat de la Normandie et Climat de la Manche.
En 2010, le climat de la commune est de type climat océanique franc, selon une étude du CNRS s'appuyant sur une série de données couvrant la période 1971-2000. En 2020, Météo-France publie une typologie des climats de la France métropolitaine dans laquelle la commune est exposée à un climat océanique et est dans la région climatique Normandie (Cotentin, Orne), caractérisée par une pluviométrie relativement élevée (850 mm/a) et un été frais (15,5 °C) et venté.
Pour la période 1971-2000, la température annuelle moyenne est de 11 °C, avec une amplitude thermique annuelle de 10,5 °C. Le cumul annuel moyen de précipitations est de 796 mm, avec 13 jours de précipitations en janvier et 6,8 jours en juillet. Pour la période 1991-2020, la température moyenne annuelle observée sur la station météorologique la plus proche, située sur la commune de Gatteville-le-Phare à 4 km à vol d'oiseau, est de 11,6 °C et le cumul annuel moyen de précipitations est de 866,7 mm,. Pour l'avenir, les paramètres climatiques de la commune estimés pour 2050 selon différents scénarios d’émission de gaz à effet de serre sont consultables sur un site dédié publié par Météo-France en novembre 2022.

### Milieux naturels et biodiversité
La côte offre sur trois kilomètres six plages de sable fin protégées par des enrochements granitiques naturels : la Sambière, les Viperots, la Mare, le Ly, les Angues et l'anse du Cap.

## Urbanisme

### Typologie
Au 1er janvier 2024, Montfarville est catégorisée commune rurale à habitat dispersé, selon la nouvelle grille communale de densité à sept niveaux définie par l'Insee en 2022.
Elle est située hors unité urbaine et hors attraction des villes,.
La commune, bordée par la Manche, est également une commune littorale au sens de la loi du 3 janvier 1986, dite loi littoral. Des dispositions spécifiques d’urbanisme s’y appliquent dès lors afin de préserver les espaces naturels, les sites, les paysages et l’équilibre écologique du littoral, comme le principe d'inconstructibilité, en dehors des espaces urbanisés, sur la bande littorale des 100 mètres, ou plus si le plan local d'urbanisme le prévoit.

### Occupation des sols
L'occupation des sols de la commune, telle qu'elle ressort de la base de données européenne d’occupation biophysique des sols Corine Land Cover (CLC), est marquée par l'importance des territoires agricoles (81,2 % en 2018), en diminution par rapport à 1990 (86 %).
La répartition détaillée en 2018 est la suivante : terres arables (68,3 %), zones urbanisées (16,2 %), zones agricoles hétérogènes (12,9 %), zones humides côtières (2,5 %).

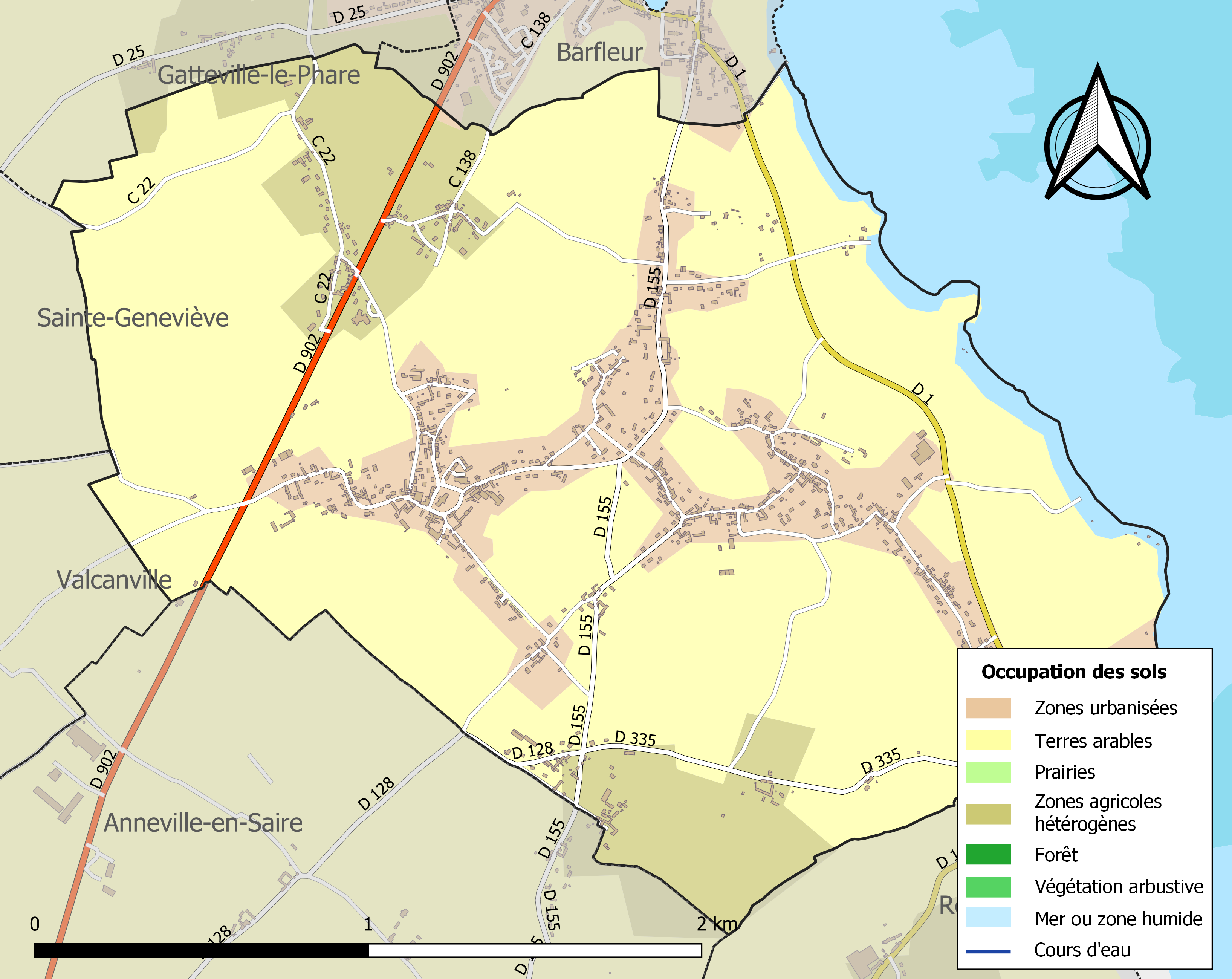
Carte des infrastructures et de l'occupation des sols de la commune en 2018 (CLC).

L'évolution de l’occupation des sols de la commune et de ses infrastructures peut être observée sur les différentes représentations cartographiques du territoire : la carte de Cassini (XVIIIe siècle), la carte d'état-major (1820-1866) et les cartes ou photos aériennes de l'IGN pour la période actuelle (1950 à aujourd'hui).

## Toponymie
Le toponyme est attesté sous les formes Morfarvilla vers 1120, vers 1210, en 1260 et en 1280,, Monfarville en 1760, le t de Mont- n'apparaît qu'en 1792.
Si l'élément -ville — de l'ancien français vile dans son sens originel de « domaine rural » issu du gallo-roman VILLA (latin villa rustica) — est bien identifié par les auteurs,,,, il n'en est pas de même pour le premier élément, qui représente vraisemblablement un anthroponyme, du moins en partie.
Albert Dauzat croit y déceler l'anthroponyme germanique Faro précédé de l'appellatif Mont-, cependant il ne cite aucune forme ancienne, preuve qu'il n'en connaît pas. Cette explication est incompatible avec la nature des formes les plus anciennes toutes en Mor- ; en outre, la topographie discrédite cette hypothèse.
Pour Ernest Nègre, il pourrait s'agir du germanique Morfridus, ce qui suppose un hypothétique passage de Morfrid- à Morfar-. On s'attendrait régulièrement à *Morfreville (voir Gonfreville ou Amfreville).
François de Beaurepaire propose le nom de personne scandinave Morfar qui fut utilisé dans le nord de l'Angleterre. René Lepelley lui emboite le pas. Il n'est effectivement pas attesté en Scandinavie, ni en Islande. Par contre, Il fut bien commun en Angleterre, où on le trouve sous les formes Morfar, Morfare et Morfari (Domesday Book).

## Histoire

### Préhistoire
C'est à Landemer que fut découvert un gisement de silex du Paléolithique inférieur, datant de plus de 300 000 ans, attestant de l'ancienneté de l'occupation.

### Moyen Âge
Au XIe siècle, Samson de Morfarville donne l'église avec la foire annuelle, les terres, les dîmes et toutes les propriétés à l'abbaye de Montebourg. En 1159, Richard de Bohon, évêque de Coutances confirma la donation. Au XIIe siècle, un sire de Montfarville (peut-être Samson précité) participa aux côtés de Robert Courteheuse à la première croisade (1096-1099).
Vers 1200, un certain Samson Folliot, seigneur de la paroisse, et quelques croisés fondèrent une léproserie dans la paroisse pour accueillir les malades du villages et ceux du Vicel, de Canteloup, de Sainte-Geneviève, de Barfleur, de Gatteville. Le patronage relevait de l'abbaye de Montebourg et sa chapelle était placée sous le vocable de sainte Marie-Madeleine. À proximité se tenait une foire rurale le jour de la fête patronale appelée « foire à la Madeleine » ou « foire aux lépreux ». En 1406, la léproserie a pour administrateur, Jehan de Tamerville, bachelier en théologie. L'établissement fut abandonné, vers 1600, faute de malades.

### Temps modernes
En 1567, Nicolas du Parc, écuyer, originaire de la vicomté d'Avranches, sieur de Montfarville, est taxé pour ce fief de 40 livres dans le rôle des nobles et roturiers, au titre du ban et de l'arrière ban de la vicomté de Coutances, réalisé par Gilles Dancel, seigneur d'Audouville, lieutenant général du bailli de Cotentin, tenu à Coutances les 20-22 octobre, à la suite de son mariage en 1554 avec Jacqueline de Crux, dame de Montfarville, fille de François de Crux et de Jeanne de Belleval, dame de Montfarville. Le fief de Montfarville était un demi-fief de haubert relevant de la vicomté de Valognes.

### Époque contemporaine
La commune a été réunie à celle de Barfleur de 1804 à 1831.

## Politique et administration
| Période                                                                                 | Période   | Identité             | Étiquette            | Qualité                                  |
| --------------------------------------------------------------------------------------- | --------- | -------------------- | -------------------- | ---------------------------------------- |
| 1792                                                                                    | 1793      | Pierre Le Baron      |                      | Tanneur                                  |
| fév. 1793                                                                               | mai 1793  | Pierre Lejeune       |                      |                                          |
|                                                                                         | avr. 1795 | Pierre Le Baron      |                      |                                          |
| 1795                                                                                    | 1797      | Pierre Lejeune       |                      |                                          |
| 1797                                                                                    |           | Georges Le Fèvre     |                      |                                          |
| 1800                                                                                    | 1804      | Georges Le Fèvre     |                      |                                          |
| 1804                                                                                    | 1831      | fusion avec Barfleur | fusion avec Barfleur | fusion avec Barfleur                     |
| 1832                                                                                    | 1848      | Pierre Hébert        |                      |                                          |
| 1848                                                                                    | 1852      | Pierre Le Baron      |                      |                                          |
| 1852                                                                                    | 1880      | François Debrix      |                      |                                          |
| 1880                                                                                    | 1904      | Charles Hébert       |                      |                                          |
| 1904                                                                                    | 1930      | Ernest Le Rouvreur   |                      |                                          |
| 1930                                                                                    | 1965      | Édouard Lemarchand   |                      |                                          |
| 1965                                                                                    | 1978      | André Launay         |                      |                                          |
| 1978                                                                                    | 1983      | Pierre Le Poittevin  |                      |                                          |
| 1983                                                                                    | mars 2008 | Jean Lecœur          |                      | Agriculteur                              |
| mars 2008                                                                               | mars 2014 | Paul Cauhapé         | SE                   | Retraité (banque)                        |
| mars 2014                                                                               | 2020      | François Lecœur      | SE                   | Directeur territorial retraité           |
| mai 2020                                                                                | juin 2021 | Philippe Pesnelle    | SE                   | Directeur d'établissement sanitaire      |
| juin 2021                                                                               | juin 2021 | Claude Ledoublée     | SE                   | Maire par intérim                        |
| septembre 2021                                                                          | En cours  | Jean-Marie Rocques   | SE                   | Ancien chef d’entreprise en informatique |
| Une partie des données est issue d'une liste établie par Jean Pouëssel et Paul Cauhapé. |           |                      |                      |                                          |

Le conseil municipal est composé de quinze membres dont le maire et trois adjoints.
Le gentilé est Monfarvillais.

## Population et société

### Démographie
L'évolution du nombre d'habitants est connue à travers les recensements de la population effectués dans la commune depuis 1793. Pour les communes de moins de 10 000 habitants, une enquête de recensement portant sur toute la population est réalisée tous les cinq ans, les populations de référence des années intermédiaires étant quant à elles estimées par interpolation ou extrapolation. Pour la commune, le premier recensement exhaustif entrant dans le cadre du nouveau dispositif a été réalisé en 2005.
En 2022, la commune comptait 798 habitants, en évolution de −1,6 % par rapport à 2016 (Manche : −0,31 %, France hors Mayotte : +2,11 %).
Réunie à Barfleur de 1804 à 1831, la commune n'a pas de recensement séparé entre ces dates. Montfarville a compté jusqu'à 1 682 habitants en 1846.
| 1793  | 1800  | 1836  | 1841  | 1846  | 1851  | 1856  | 1861  | 1866  |
| ----- | ----- | ----- | ----- | ----- | ----- | ----- | ----- | ----- |
| 1 463 | 1 494 | 1 633 | 1 676 | 1 682 | 1 680 | 1 419 | 1 319 | 1 317 |

| 1872  | 1876  | 1881  | 1886  | 1891  | 1896  | 1901  | 1906  | 1911  |
| ----- | ----- | ----- | ----- | ----- | ----- | ----- | ----- | ----- |
| 1 303 | 1 216 | 1 212 | 1 218 | 1 181 | 1 186 | 1 224 | 1 256 | 1 191 |

| 1921  | 1926  | 1931 | 1936 | 1946 | 1954 | 1962 | 1968 | 1975 |
| ----- | ----- | ---- | ---- | ---- | ---- | ---- | ---- | ---- |
| 1 066 | 1 028 | 976  | 928  | 940  | 954  | 901  | 914  | 862  |

| 1982 | 1990 | 1999 | 2005 | 2006 | 2010 | 2015 | 2020 | 2022 |
| ---- | ---- | ---- | ---- | ---- | ---- | ---- | ---- | ---- |
| 763  | 866  | 860  | 814  | 814  | 800  | 811  | 799  | 798  |

## Culture et patrimoine

### Lieux et monuments

#### Église Notre-Dame
L'église Notre-Dame date des XIIIe, XVIIIe – XIXe siècles. Elle est reconstruite vers 1763, en granit blanc, avec un clocher préexistant du XIIIe siècle avec toit en bâtière, aux frais de C. Caillet, curé de Montfarville.
La voûte de la nef est riche de dix-neuf toiles peintes par le Révillais Guillaume Fouace (1837-1895) à l'initiative de l'abbé J.-F. Goutière (1815-1881), curé de la paroisse, après avoir visité la chapelle Sixtine. Restaurées par Michel-Adrien Servant, elles représentent des scènes bibliques connues comme l'Annonciation, la fuite en Égypte ou la marche des rois mages. La cène est reproduite dans le chœur de l'église. Les personnages sont inspirés d'habitants de la région, dont la femme du peintre. Ces toiles sont classées au titre objet aux monuments historiques ainsi que d'autres œuvres dont statues et autels (dont retable du maître-autel du XVIIIe et Vierge à l'Enfant du XVIIIe, ainsi qu'une statue de sainte Barbe du XVIe.
Douze verrières ont été réalisées de 1922 à 1924 par les ateliers Lorin de Chartres, alors dirigés par Charles Lorin. Elles sont inscrites à l'Inventaire général du patrimoine culturel.
L'édifice est inscrit et ses décors intérieurs classés au titre des monuments historiques depuis le 21 décembre 1994.

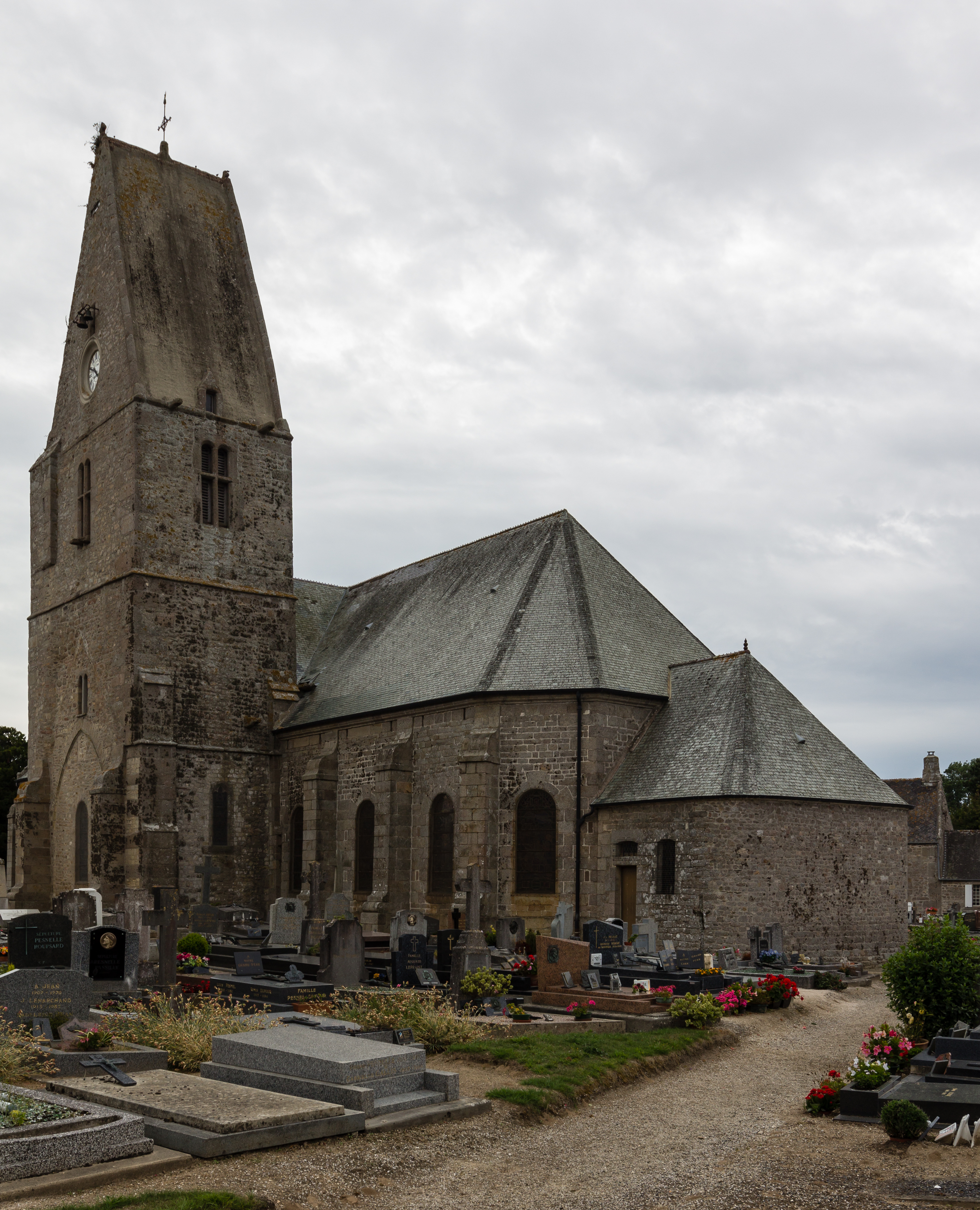
L'extérieur de l’église Notre-Dame.
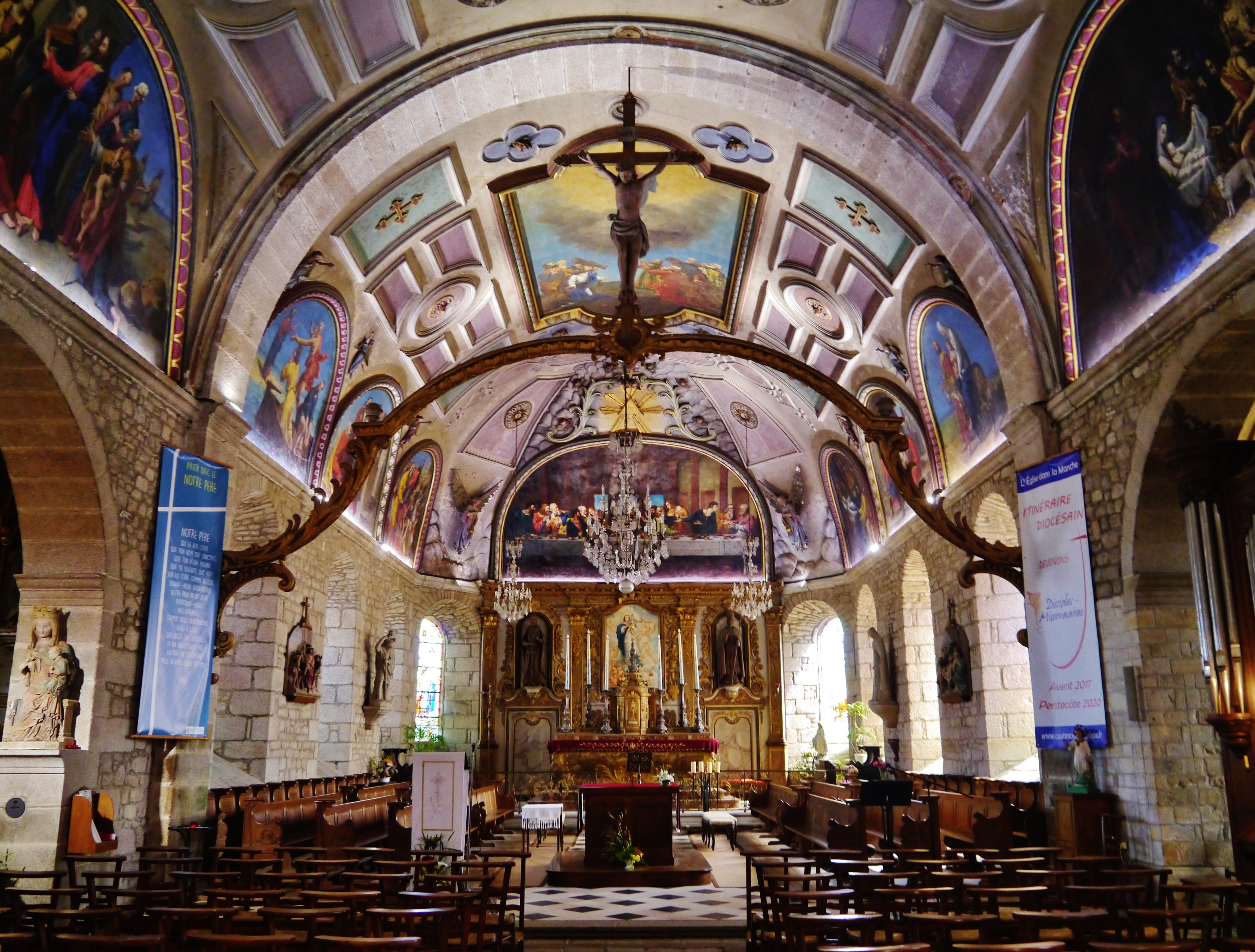
Vue du chœur depuis la nef.
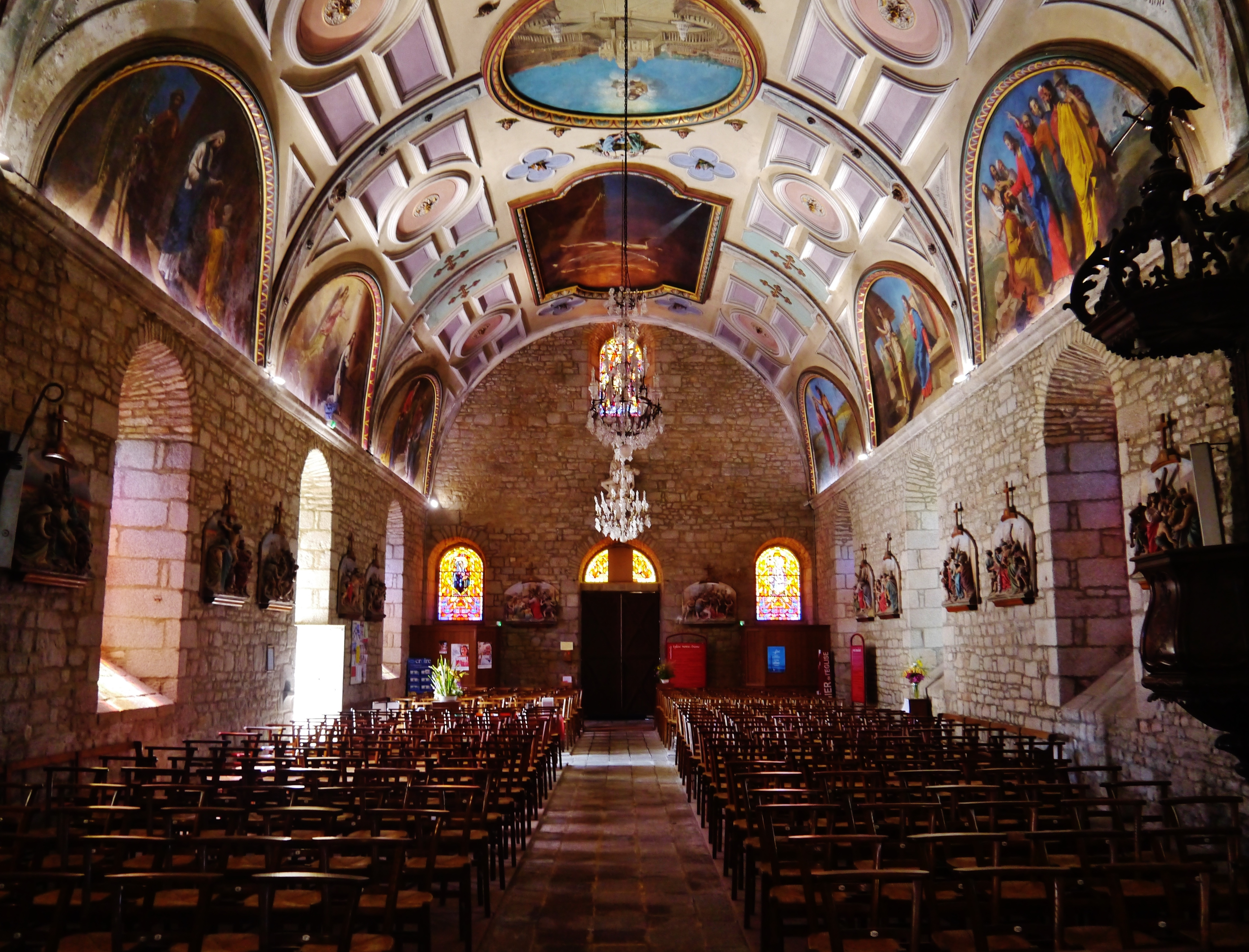
Vue de la nef.
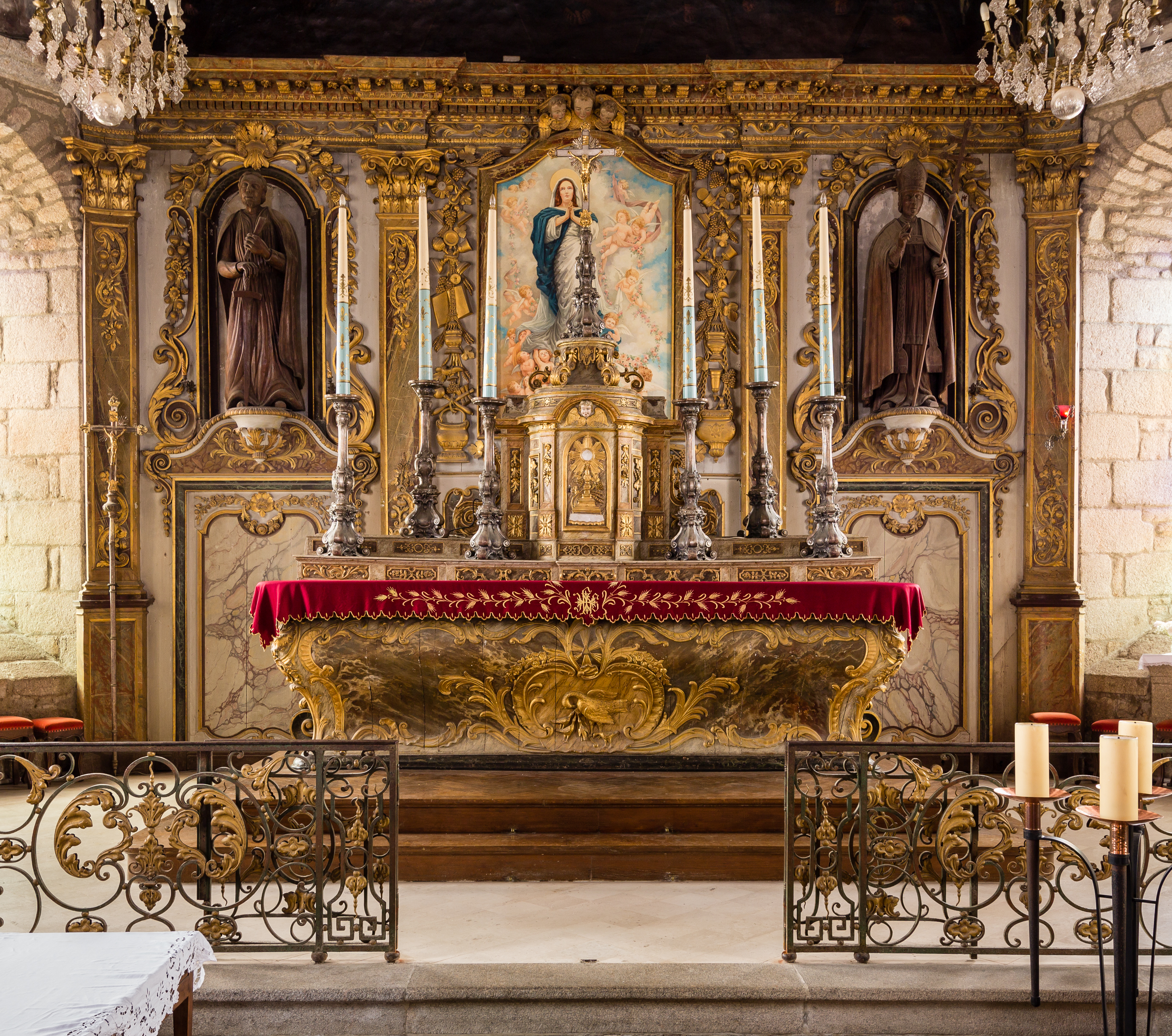
Le maître-autel, le retable et la clôture du chœur, classés.
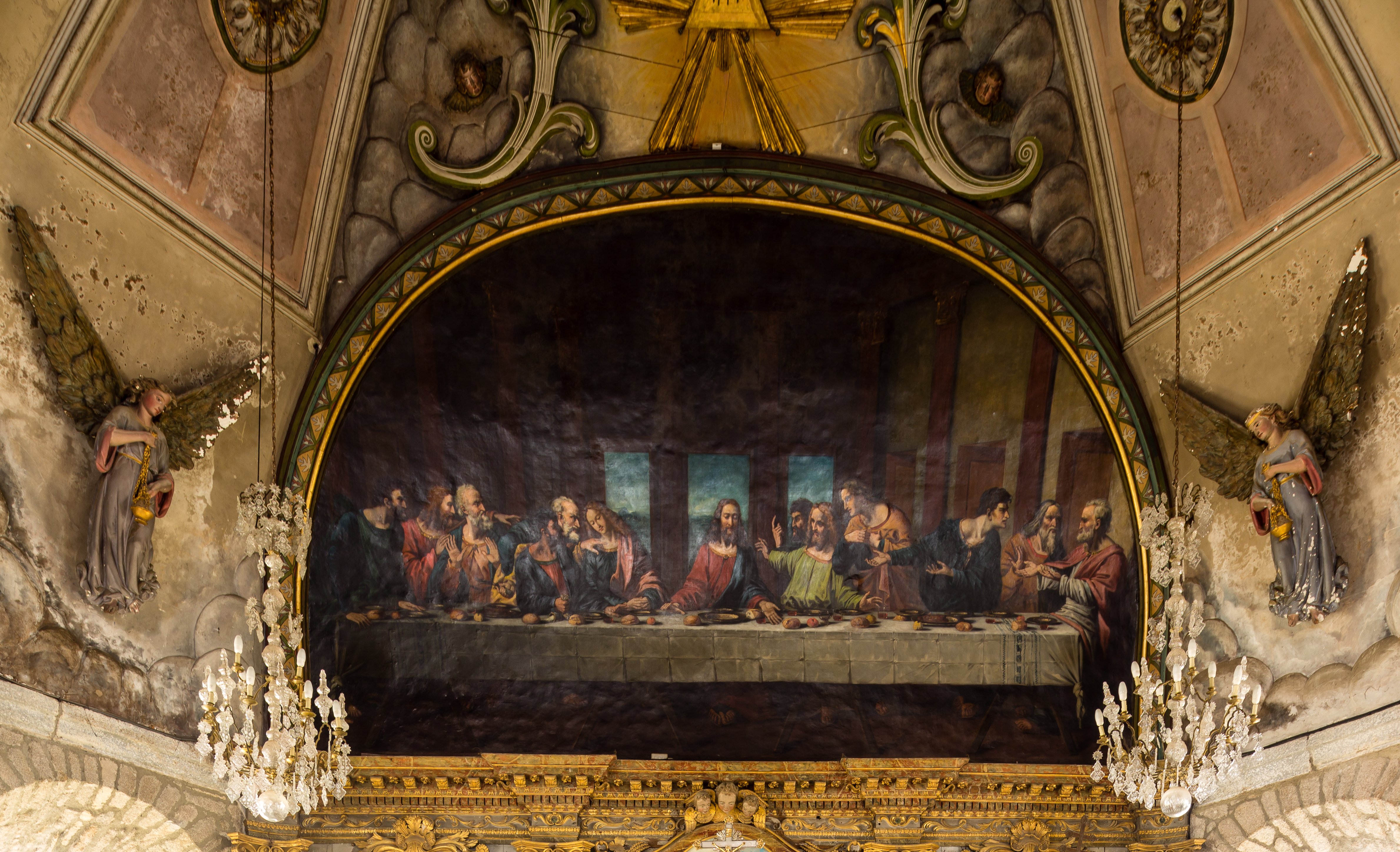
La Cène, par Guillaume Fouace, au-dessus du retable.
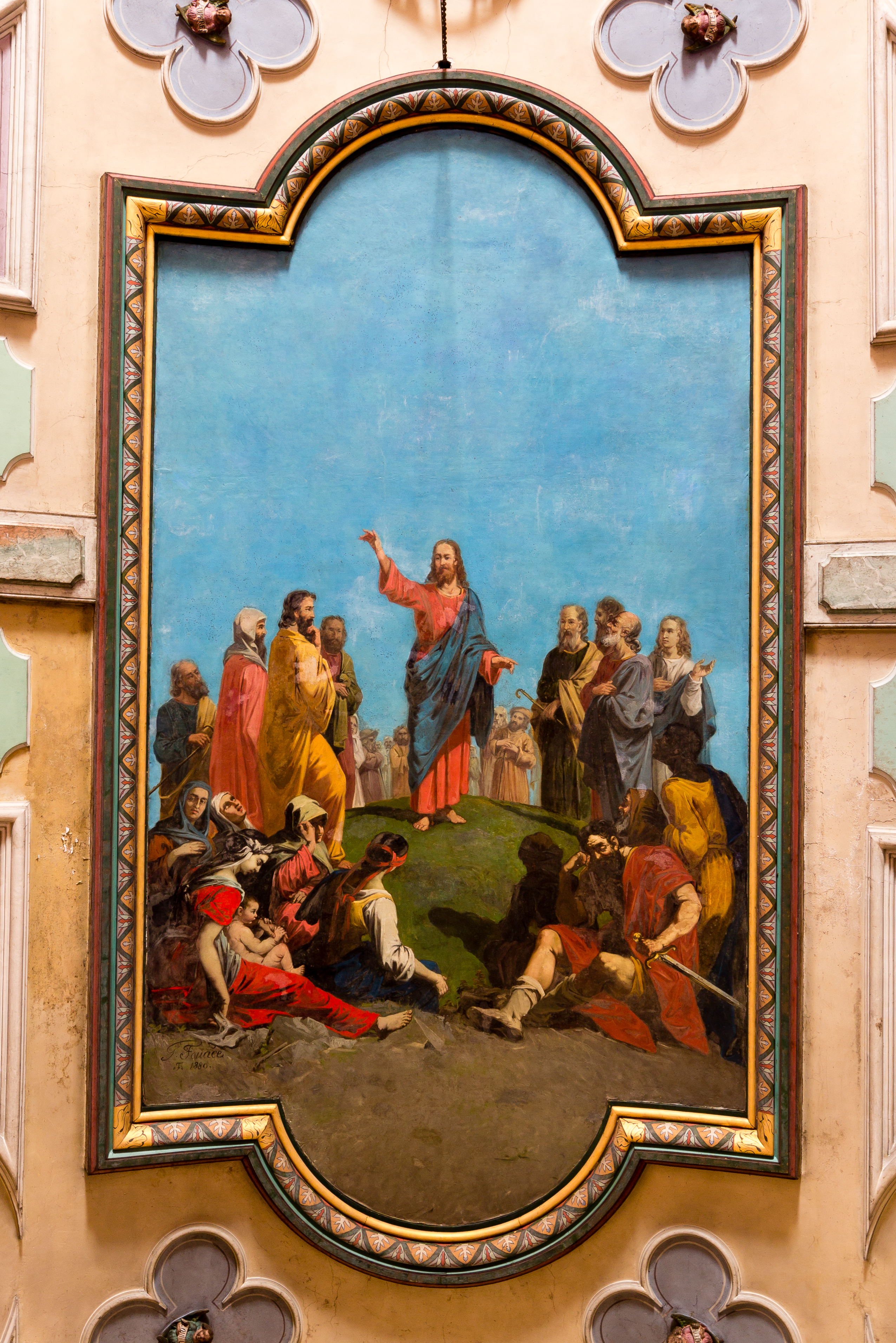
Le sermon sur la montagne, par Guillaume Fouace, au plafond de la nef.

#### Autres édifices
- Ferme-manoir de Montfarville. Au lieu-dit la Ferme du Manoir, manoir Renaissance construit sur une forte motte[46] (relevé par Frédéric Scuvée) de l'ancien château féodal. C'est peut être ici que logea le soir du 4 décembre, Jean sans Terre avec son escorte, avant de rembarquer définitivement le 5 décembre 1203 à Barfleur pour l'Angleterre, abandonnant la Normandie au roi de France, Philippe Auguste. Le château de Mortfarville, d'après le nom de la commune à l'époque, était alors la possession de la famille Foliot[47], et c'est de ce château que Jean sans Terre expédia un mandat de sept livres d'Anjou au prévôt de Barfleur, pour le passage en Angleterre à Southampton de l'oisellerie royale avec le grand fauconnier, Hugues de Hauville[48]. Le château est mentionné dans une charte des années 1187-1197, dans laquelle « concession est faite à Guillaume Folliot par Guillaume, abbé de Montebourg, et par l'abbaye de Montebourg, de faire célébrer des offices religieux dans une chapelle qu'il a fait bâtir dans son château de Montfarville[49]. ». L'ancien château fort fut pillé et détruit par les Anglais en 1346[24]. Le hameau voisin, nommé le Castel, marque l'emplacement des bailles et des fossés comblés[24].

Dans l'aveu que rend en 1451, Jehan de Belleval, « escuyer, seigneur de Montfarville… il y a manoir à motte clos a murs et fossés. Aveu du même seigneur en 1461 signalant : avec manoir sur mote démoly et abatu par guerres, il y a une chapelle ». Au manoir actuel de Montfarville, on voit encore l'emplacement de la motte, des fossés et de la chapelle de l'ancien château (Gerville C., 1824, t. 2, 347).
On accède au sommet de la motte, du côté ouest par une pente très douce, tandis que les trois autres côtés ont des pentes très abruptes. La motte de forme légèrement ovale mesure quinze à vingt mètres de diamètre et à peu près trois mètres de haut. Il n'y a plus aucune trace de la chapelle autour de la motte, mais toute la partie est, au pied de la motte, est envahie par un taillis impénétrable et obscur.
- La gare de Montfarville, le bâtiment de l'ancienne halte de la ligne de Valognes Montebourg à Saint-Vaast et à Barfleur ouvert en 1886 et désaffecté du service ferroviaire en 1948[51].
- Blockhaus.
- L'ancien presbytère du XVIIe siècle.
- Croix de chemin dites la croix des Hougues du XIXe siècle, la croix Muet du début du XVe siècle, la Croix d'Odin du XVIIe siècle, des Pestils du XXe siècle, des routes 155/355 du XVIIe siècle.
- Calvaire du XIXe siècle, route D 415/902.
- Croix de cimetière du XVe siècle.
- Lavoirs du Pont-Vallée, de la Planque et de la Mare-Barré.

Pour mémoire
Il existait trois chapelles, Saint-Denis, celle du château et celle de la léproserie.

### Patrimoine culturel
- Le film Le Démon dans l'île (1983) a été tourné en partie à Montfarville[52].

### Personnalités liées à la commune
- Charles Birette (Montfarville, 1878 - 1941), écrivain.